# Зыгарь, Михаил Викторович
Михаи́л Ви́кторович Зы́гарь (род. 31 января 1981, Москва) — российский писатель, политический журналист, режиссёр, медиаменеджер, документалист, военный корреспондент, преподаватель.
Работал в издательском доме «Коммерсантъ» (2000—2009), где специализировался на репортажах из горячих точек. В 2009—2010 годах — заместитель главного редактора журнала «Русский Newsweek». В 2010—2015 годах — главный редактор телеканала «Дождь».
Автор книг о российской политике и политической истории: «Вся кремлёвская рать» (2015), «Империя должна умереть» (2017), «Все свободны» (2021), «Война и наказание: как Россия уничтожала Украину» (2023) .
Основатель и руководитель креативной студии «История будущего», в рамках которой участвовал в создании ряда документальных проектов об истории: «1917. Свободная история», «1968. DIGITAL», «Карта истории» и других. Создатель и бывший (до 2022 года) руководитель Мобильного художественного театра.

## Биография
Родился 31 января 1981 года в семье военнослужащего и библиотекаря. В детстве жил в Анголе по месту службы отца. В 2003 году окончил факультет международной журналистики МГИМО. В университет поступил без вступительных экзаменов в качестве победителя телевизионной программы «Умники и умницы». Будучи студентом, провёл год по обмену в Каирском университете, где изучал арабский язык.
Начал журналистскую карьеру в 1999 году с работы корреспондентом в издании «Газета.ru».
С 2000 по 2009 год являлся сотрудником издательского дома «Коммерсантъ». Сначала до 2005 года был корреспондентом и международным обозревателем отдела внешней политики, в 2005—2007 годах — заместителем редактора этого отдела, в 2007—2008 годах — специальным корреспондентом ИД «Коммерсанть». В период работы в «Коммерсанте» специализировался на репортажах из горячих точек. Освещал войны в Ираке, Ливане, Судане, Сирии, Палестине, революции на Украине и в Кыргызстане, расстрел в Андижане, волнения в Эстонии после переноса Бронзового солдата, беспорядки в Сербии и Косове.
В 2009—2010 годах работал в журнале «Русский Newsweek»: сначала редактором политического блока отдела «Страна», позднее — руководителем этого отдела.
В 2005 году принял участие в составлении сборника Максима Мейера «Средняя Азия: Андижанский сценарий?», затрагивающего кровавые события в узбекском городе Андижан. В 2007 году написал книгу «Война и миф», в которую вошли репортажи из горячих точек. В 2008 году совместно с Валерием Панюшкиным выпустил книгу «Газпром. Новое русское оружие».
В 2003—2009 годах преподавал в МГИМО. Читал лекции по курсу «История зарубежной журналистики», вёл мастер-класс журналиста, курс «Аналитическая журналистика».

### Телеканал «Дождь»

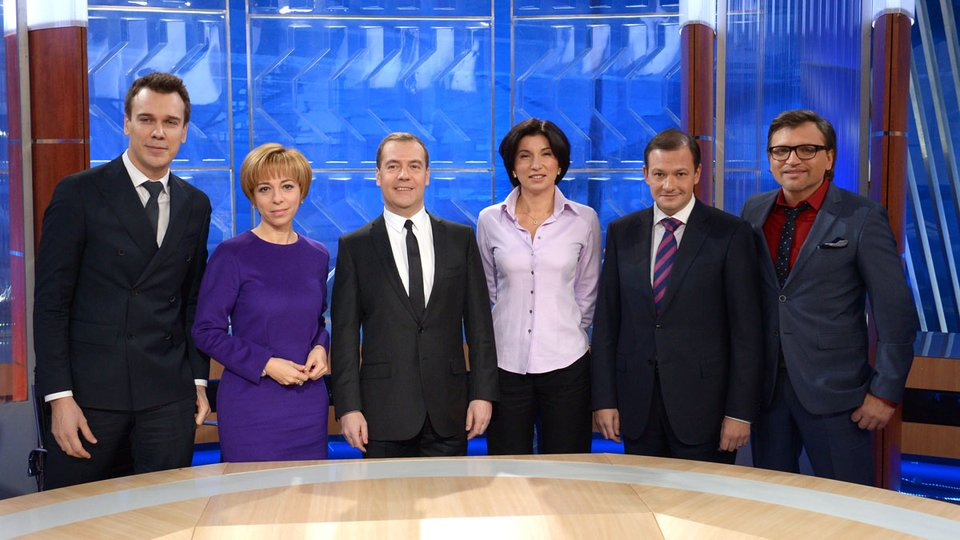
Журналисты на интервью Дмитрия Медведева. Михаил Зыгарь первый слева, 2013 год

С октября 2010 года по 31 декабря 2015 года являлся главным редактором телеканала «Дождь». Руководил освещением протестных митингов зимы 2011—2012 годов. Был автором и продюсером программы «Собчак живьём» (Ксения Собчак неоднократно называла Зыгаря своим «главным учителем в журналистике»). Был ведущим ежедневной новостной программы «Здесь и сейчас» (в паре с Ольгой Писпанен, Татьяной Арно, Марией Макеевой и Ликой Кремер), шоу «Вид сверху» (вместе с Ксенией Собчак) и программы «Hard Day’s Night».
За время работы на «Дожде» снял документальные фильмы «Похоронить Сталина» (2013), «Кто здесь власть. Четыре версии расстрела Белого дома» (2013) и исторический мини-сериал «Былое и Дума» (в главных ролях: Анатолий Белый (в роли Путина), Максим Виторган (в роли Примакова), Евгений Стычкин (в роли Жириновского), Александра Ребенок, Виктория Исакова, Игорь Ясулович, Алиса Гребенщикова и другие).
В марте 2012 года совместно с Артемием Троицким и Максимом Трудолюбовым принимал участие в дебатах с Оливером Кэроллом в Хоровом Мемориальном зале Вестминстерского дворца в Лондоне на тему «Russia votes: can Putin survive?» (рус. «Россия голосует: сможет ли Путин выжить?»).
С 26 апреля 2012 по 10 декабря 2014 года участвовал в ежегодном «Разговоре Дмитрия Медведева» с ведущими журналистами российских телевизионных СМИ (наряду с представителями «Первого канала», «России-1», НТВ и РЕН ТВ).
14 мая 2012 года вместе с Натальей Синдеевой был гостем программы «Школа злословия» на канале НТВ.
Является колумнистом Slon.ru, в прошлом — OpenSpace.ru (2009—2011), Gzt.ru (2010), Forbes.ru (2010—2011).
3 декабря 2015 года стало известно, что Зыгарь покидает пост главного редактора телеканала «Дождь» по собственному желанию в конце 2015 года, и планирует начать заниматься личными проектами — работать над новым мультимедийным проектом «Свободная история России» и писать книги. При этом Михаил до 5 апреля 2016 года оставался ведущим еженедельной программы «Зыгарь» на телеканале «Дождь».
Был ведущим на дебатах Навального со Стрелковым в 2017 году.

### В эмиграции
21 октября 2022 года Минюст России внёс Зыгаря в список СМИ — «иностранных агентов».
В 2023 году начал преподавать курс «Аналитическая журналистика» в City University of New York.
В начале апреля 2024 года МВД РФ объявило Михаила Зыгаря в розыск. 16 апреля Бассманный районный суд города Москвы заочно арестовал его в рамках уголовного дела о распространении «фейков» о российской армии по мотивам политической или идеологической ненависти.
23 июля 2024 года судья Басманного суда Москвы Евгения Козлова вынесла заочный приговор Михаилу Зыгарю по уголовному делу о распространении «фейков» — 8,5 лет лишения свободы в колонии общего режима.
В октябре 2024 года получил степень доктора философии в Портсмутском университете.

## Книги и проекты

### Книга «Вся кремлёвская рать»
В 2015 году выпустил книгу «Вся кремлёвская рать: Краткая история современной России».
Лауреат Нобелевской премии по литературе Светлана Алексиевич назвала книгу «самым серьёзным исследованием всего, что произошло за 20 лет». Писатель Борис Акунин назвал её «информативной, удивительно хладнокровной и вполне беспристрастной новейшей историей государства российского». По мнению политического технолога и публициста Станислава Белковского «Вся кремлёвская рать» лучше всех его книг о Владимире Путине вместе взятых. По мнению литературного критика Галины Юзефович, книга «формирует новый язык для разговора о современной политике» и представляет собой «гладкий и яркий текст, живущий по законам настоящей большой литературы».
Книга переведена на немецкий, польский, болгарский, финский, эстонский, китайский и английский языки. В 2016 году книга стала дважды лауреатом Книжной премии Рунета в категориях «Бестселлер» и «Лучшая цифровая книга». К 2016 году продано уже более 100 тыс. экземпляров книги.
Рецензент влиятельного британского еженедельника The Economist указывает на отсутствие в книге источников, подтверждающих сведения, исходящие якобы из осведомлённых кругов. Рецензент считает, что мнения, приписываемые автором Путину, следует оценивать с осторожностью. Книга получила широкое освещение в международной прессе. Рецензент газеты The Guardian отметил, что этот текст — один из «самых захватывающих» рассказов о путинской России.
В 2022 году стало известно, что продюсер Александр Роднянский разрабатывает экранизацию книги.

### Книга «Империя должна умереть»
После ухода с телеканала «Дождь» Зыгарь занимался историей революций 1917 года. Результатом его работы стала книга «Империя должна умереть», которая вышла в дни столетия революции одновременно на русском (в издательстве «Альпина Паблишер») и на английском. Это история о том, как жило российское общество сто лет назад — в нём переплетаются судьбы Толстого, Дягилева, Распутина, Столыпина и других важнейших персонажей начала XX века.

### «Проект 1917»
14 ноября 2016 года Зыгарь запустил проект «1917. Свободная история», в котором в режиме реального времени интернет-пользователи могут следить за дневниками, мыслями и переживаниями более полутора тысяч героев событий столетней давности. Все записи основаны на документальных материалах — дневниках, мемуарах, письмах, фотографиях и т. п., которые могут быть сокращены для упрощения восприятия, но смысл всегда остаётся неизменным. Проект представляет собой пример нового жанра «сетевого сериала или документального реалити-шоу с элементами исторической литературы, драматического театра, сериала и современной соцсети». Он должен завершиться 18 января 2018 года, в день столетия роспуска Всероссийского учредительного собрания.
Финансовую помощь проекту оказали основатель фонда «Династия» Дмитрий Зимин, генеральный директор «Яндекса» Аркадий Волож («Яндекс» является издателем проекта) и председатель правления Сбербанка Герман Греф, партнёром проекта стала социальная сеть «ВКонтакте». В 2017 году в Москве и Санкт-Петербурге должны пройти выставки, по мотивам проекта режиссёр Кирилл Серебренников планировал поставить спектакль.
В феврале 2017 года была запущена англоязычная версия проекта.

### «1968.DIGITAL»

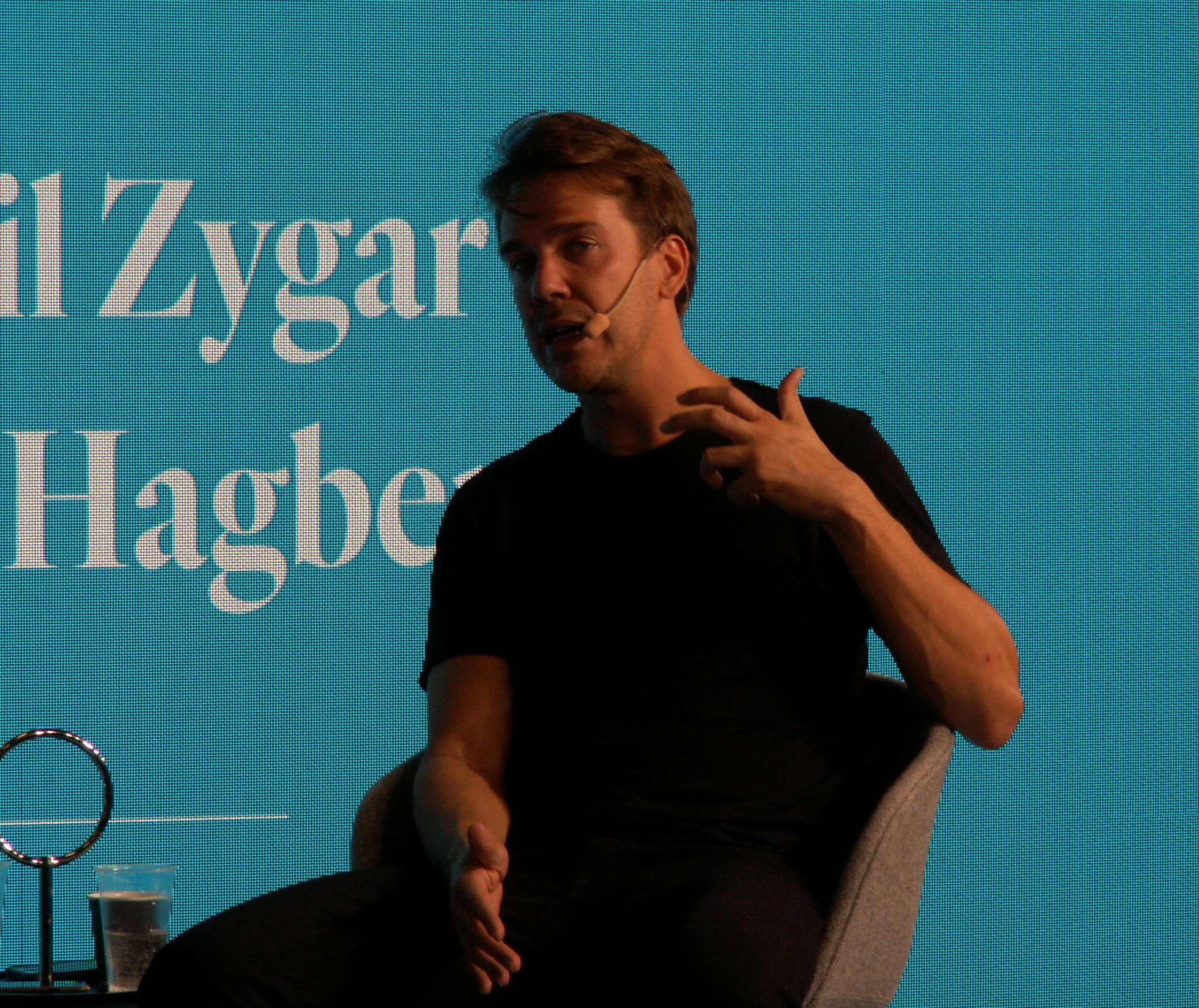
Михаил Зыгарь в 2018 году

23 апреля 2018 года студия Михаила Зыгаря и Карена Шаиняна «История будущего» запустила документальный сериал для мобильных телефонов 1968.DIGITAL. Сериал рассказывает о героях и событиях 1968 года через экран смартфона, который мог бы быть у героя, если бы в то время были интернет, социальные сети и мобильные приложения.
Сериал был впервые представлен на английском языке на платформе Apple News совместно с партнёром в США, компанией Buzzfeed News. Генеральным партнёром проекта России стал Альфа-банк, партнёры по распространению — Амедиатека и Вконтакте. Сериал также выходит во Франции на платформе газеты Libération.
К декабрю 2018 года сериал посмотрели более 30 млн раз. Он также стал самым популярным российским сериалом в Амедиатеке и получил несколько наград за лучший видеопроект и сериал: Tagline Awards, премию The Digital Reporter в области веб-индустрии.

### МХТ. Мобильный художественный театр
В конце июня 2019 года вместе с театральным критиком Алексеем Киселёвым запустил новый проект студии «История будущего» — Мобильный художественный театр, представляющий собой аудиоспектакли с навигацией. Пользователь скачивает приложение на мобильный телефон, оплачивает доступ к контенту (в 2019 году — 379 рублей за спектакль), запускает звуковые дорожки, далее двигается по маршруту, который указывает аудиогид.
Первый спектакль — «1 000 шагов с Кириллом Серебренниковым», — променад по маршруту, которым режиссёр гулял каждый день в последние месяцы домашнего ареста. Спектакль вошел в список номинантов театральной премии «Золотая маска» 2020 года в конкурсе «Эксперимент».

Второй спектакль — «Свинарка и пастух», третий — «Мастер и Маргарита». 
«Мы ставим себе задачей сделать демократичный театр, понятный современной интернет-аудитории. В Москве, Питере, Лондоне и Нью-Йорке одновременно», — говорит Зыгарь.
В 2021 году МХТ стал лауреатом премии «Культура онлайн» в номинации «Культурная геймификация».
В марте 2022 года проект дополнен бесплатным спектаклем «Москва по кругу», который рассказывает о местах, которые проезжает поезд МЦК.

### Книга «Все свободны»
В 2021 году свет увидела книга «Все свободны: история о том, как в 1996 году в России закончились выборы», посвящённая переизбранию Бориса Ельцина на пост президента России в 1996 году. Во время её написания Зыгарь провёл более 120 интервью с участниками и очевидцами тех событий.

### «Сказки Пушкина. Для взрослых»
Летом 2021 года выступил шоураннером шестисерийного сериала «Сказки Пушкина. Для взрослых» для онлайн-платформы more.tv, премьера которого состоялась 10 ноября 2021 года. В рамках проекта действие пяти сказок А. С. Пушкина перенесено в современные реалии, каждую экранизировал свой режиссёр.

### Книга «Война и наказание: как Россия уничтожала Украину»
Презентация книги прошла 5 октября 2023 года в Пренцлауэрберге. Книга рассказывает об агрессии России против Украины, в которой автор анализирует, почему стала возможна война России против Украины.

## Награды
В сентябре 2014 года был удостоен Международной премии за свободу прессы от Комитета защиты журналистов. Чествование лауреатов состоялось 25 ноября 2014 года в Нью-Йорке, церемонию вела международный корреспондент CNN Кристиан Аманпур.
Получил премию «Просветитель» за 2018 год в номинации «Просветитель. Digital» (за проекты «1917», «Карта истории» и «1968.digital»).

## Общественная позиция
В феврале 2022 года стал инициатором обращения писателей против вторжения России на Украину.

## Личная жизнь
Жена (2009—2018) — Майя Стравинская, журналистка. Дочь Елизавета (род. 2010).
25 октября 2022 года совершил каминг-аут и объявил о бракосочетании в Португалии с российским актёром Жаном-Мишелем Щербаком (род. 1992).
После 24 февраля 2022 года уехал из России. Проживает в Берлине и Нью-Йорке.